# Atlantolacerta andreanskyi
Atlantolacerta andreanskyi (атласька карликова ящірка) — вид ящірок родини ящіркових (Lacertidae). Ендемік Марокко. Вид названий на честь угорського ботаніка Габора Андреанського. Це єдиний представник монотипового роду Atlantolacerta.

## Поширення і екологія
Атлаські карликові ящірки є ендеміками гір Високого Атласу. Вони живуть на альпійських луках, серед осипів і валунів та в заростях колючих подшкоподібних чагарників. Зустрічаються на висоті від 2400 до 3800 м над рівнем моря. Впадають у тривалу сплячку. За рік відкладають три кладки по 1-3 яйця.

## Збереження
МСОП класифікує стан збереження цього виду як близький до загрозливого.